# Maki (historická politická strana)
Maki (hebrejsky: מק״י‎, plným názvem המפלגה הקומוניסטית הישראלית‎, ha-Miflaga ha-komunistit ha-jisra'elit, Komunistická strana Izraele) je bývalá izraelská politická strana existující v letech 1948–1973.

## Okolnosti vzniku a ideologie strany
Strana byla založena roku 1948 jako nástupnická organizace Palestinské komunistické strany, která poté co přijala výsledek plánu OSN na rozdělení Palestiny z roku 1947, změnila svůj název nejprve na Komunistická strana Erec Jisra'el a pak po utvoření nezávislého státu Izraele přijala jméno Komunistická strana Izraele. V říjnu 1948 se do ní zapojili i členové arabské organizace Liga pro národní osvobození v Palestině, kteří se v roce 1944 od původní Komunistické strany Palestiny odtrhli. Komunistická strana Izraele se tak stala politickou formací definovanou na teritoriálním principu (území státu Izrael) s židovsko-arabským členstvem. Vydávala stranické listy v hebrejštině (Kol ha-am) i arabštině (Al-Ittihad). Strana nebyla sionistická, ale uznávala stát Izrael a požadovala, aby v rámci naplňování plánu OSN z roku 1947 vznikl i arabský stát na území bývalé mandátní Palestiny.
Ve volbách roku 1949 získala strana 3,5 % hlasů a čtyři křesla v Knesetu (Šmu'el Mikunis, Eli'ezer Preminger, Tawfik Tubi a Me'ir Vilner). Během funkčního období Preminger stranu opustil, krátce založil samostatnou stranu Komunistim ivrim (Hebrejští komunisté) a pak přešel do strany Mapam. Ve volbách roku 1951 získala Maki 4 % hlasů a pět mandátů. Do Knesetu za ni přibyli poslanci Emile Habibi a Ester Vilenska. Během volebního období došlo v komunistickém světě v roce 1952 k antisemitským procesům (proces se Slánským v Československu). To vyvolalo rozkol v levicové straně Mapam, kde část strany odvrhla svůj prosovětský postoj. Prosovětsky orientovaní poslanci Mapam Avraham Berman a Moše Sne ovšem svou stranu opustili, založili nejdříve Levicovou frakci (Si'at smol) a pak přešli do Maki. V této době se Maki podílela na ukončení vlády Mošeho Šareta, kdy v kauze Rudolfa Kastnera společně s pravicovou stranou Cherut iniciovali hlasování o nedůvěře vládě.
Ve volbách roku 1955 získala Maki 4,5 % hlasů a šest mandátů. V roce 1958 začala vydávat polskojazyčný stranický list Walka. Ve volbách roku 1959 se ovšem dostavil pokles voličské podpory. Maki obdržela jen 2,8 % a jen tři křesla v Knesetu. Ve volbách roku 1961 straně pomohlo znechucení části voličů nad skandály koaličních stran (Lavonova aféra). Podíl hlasů stoupl na 4,2 % a Maki měla pět poslanců. V roce 1965 došlo ve straně k rozkolu. Zatímco vedení strany (zejména Moše Sne) uznávali existenci státu Izrael a byli stále více kritičtí k protiizraelské politice Sovětského svazu, od strany se odtrhla skupina převážně arabských politiků, orientovaných jasně protisionisticky a prosovětsky, a založila stranu Rakach (Rešima komunistit chadaša, Nová komunistická kandidátka). Do Rakach odešli Me'ir Vilner a Tawfik Tubi. Sovětská média pak začala zbylou původní stranu Maki, kterou vedli Mikunis a Sne, označoval za buržoazně-nacionalistickou. Ve volbách roku 1965 Maki neuspěla. Získala jen 1,1 % hlasů a jeden mandát, zatímco radikálnější Rakach měla 3 křesla. V roce 1967 Maki podpořila izraelský postoj během šestidenní války. Ve volbách roku 1969 Maki opět získala jen 1,1 % hlasů a jedno poslanecké křeslo.
V roce 1973 se Maki sloučila s dalším levicovým subjektem, hnutím Tchelet-adom (תכלת-אדום‎, Modro-rudí) a utvořila novou politickou formaci Moked, které ve volbách roku 1973 získalo 1,4 % a jeden mandát. Strana Maki jako samostatný politický subjekt tím přestala existovat. Moked se později transformoval do dalších levicových formací jako Machane smol le-Jisra'el či Rac. Mezitím odštěpenecká nová komunistická strana Rakach v roce 1977 vstoupila do levicové aliance Chadaš, ale uchovala si vlastní stranické struktury. Roku 1989 se Rakach rozhodla přijmout název Maki, čímž deklarovala, že je jedinou existující nástupkyní původní komunistické strany, od které se roku 1965 odtrhla. Rakach (pod jménem Maki) působí v rámci Chadaš stále.